# Oral-B
Oral-B è il marchio della linea di prodotti per l'igiene orale della multinazionale statunitense Procter & Gamble. Con il marchio Oral-B vengono commercializzati spazzolini da denti manuali ed elettrici, irrigatori orali e fili interdentali.

## Storia
Nel 1950 il dottor Robert W. Hutson (1920-2001), un parodontologo californiano, creò e brevettò un tipo di spazzolino da denti chiamandolo Oral-B 60 perché aveva 60 setole. Hutson fondò un'impresa familiare con due farmacisti locali e iniziò a commercializzare gli spazzolini Oral-B coinvolgendo i dentisti per far conoscere il nuovo prodotto.
Nel 1960 Hutson vende la sua azienda e prosegue la sua attività professionale nel suo studio di San Jose.
Nel 1984 Oral-B viene acquistata dal gruppo Gillette. 
Braun, altro marchio del gruppo, inizia a produrre e commercializzare gli spazzolini elettrici usando il marchio Oral-B.
Nel 2005 Gillette viene acquisita da Procter & Gamble.